# Церковь Николы Стрелецкого у Боровицких ворот

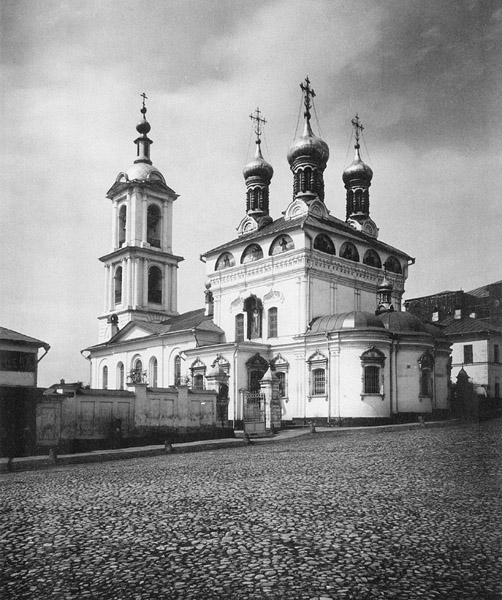
Церковь Николы Стрелецкого в 1882 году

Церковь Николы Стрелецкого у Боровицких ворот — храм Русской православной церкви в Москве, построенный в 1682 году и снесенный в 1932 г. Находился по адресу — улица Знаменка, 3.

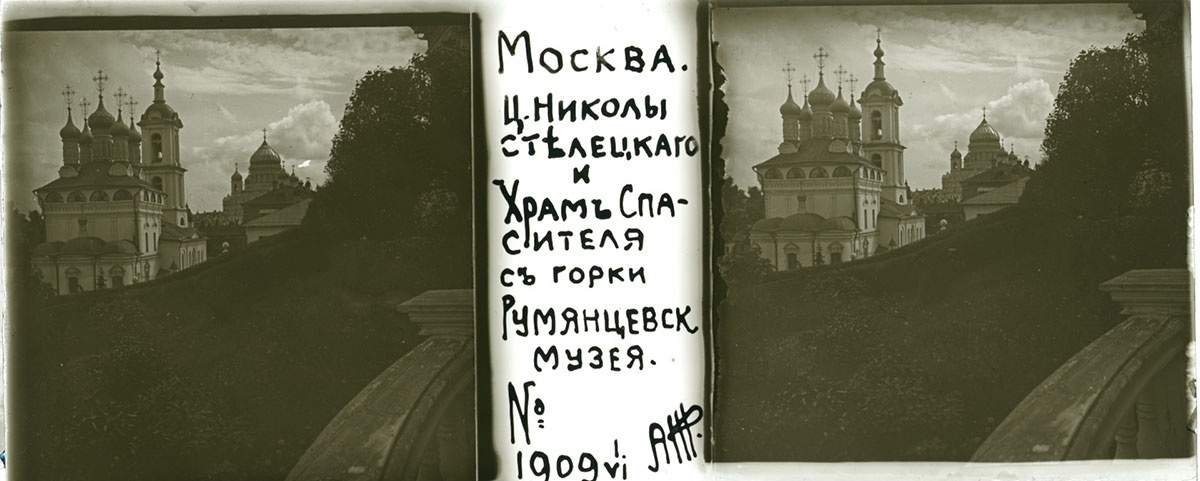
Церковь Св.Николая Стелецкого с Румянцевского музея. 1909 г.

Церковь Николая Чудотворца была возведена в Стрелецкой слободе в 1682 г. на деньги ваганьковских стрельцов. Храм был девятиглавый, украшен тремя рядами кокошников в виде языков пламени, которые символизировали небесное воинство.
Храм украшал Боровицкую площадь, где строились рядами стрельцы. Над входом в храм был изображен Николай Можайский с мечом и храмом в руках. В XVIII в. к храму была пристроена колокольня, позднее также появились трапезная и ризница. Во дворе храма существовало воинское кладбище. Приделы храма были освящены в честь Богоявления Господня и Евстафия Плакиды.
Церковь процветала до того момента, как Пётр I распустил стрелецкий полк. В 1812 г. храм был сожжен и разграблен французской армией. Восстанавливали его на пожертвования прихожан.
Храм был разобран в 1932 г. по причине прокладки Сокольнической линии метро открытым способом.
Участок, на котором находилась церковь, так и не был застроен. В 2006 г. на сохранившейся части фундамента храма возвели памятную часовню.